# Gynacantha dravida
Gynacantha dravida (лат.) — вид стрекоз из семейства коромысел (Aeshnidae).

## Описание
Длина задних крыльев у самцов от 43 до 50 мм, у самок — от 44 до 50 мм. Глаза оливкового цвета у обоих полов и сливаются на темени. Верхняя поверхность лба с крупным чёрным пятном в форме буквы Т. Дискоидальные ячейки примерно одинакового размера и формы на передних и задних крыльях. Птеростигма длинная и узкая. Крылья прозрачные со слегка красновато-коричневым оттенком.  У старых особей крылья равномерно красновато-коричневые. Грудь коричневая, без чётко выраженных темных полос. Ноги красновато-коричневые. Брюшко бледно-красновато-коричневое. Первый сегмент в апикальной половине черный. Третий сегмент брюшка заметно сужен. Брюшные сегменты с третьего по восьмой с треугольными пытнами в верхней части.

## Экология
Взрослые стрекозы активны в сумерках и летят на свет. Питаются преимущественно комарами и чешуекрылыми. В дневное время скрываются в густых бамбуковых насаждениях или в густых джунглях или в домах. Период активности имаго с июня  по ноябрь.
Личинки развиваются стоячих водоемах истребляют личинок кровососущих комаров. За сутки одна личинка Gynacantha dravida способна уничтожить около 50 личинок Aedes aegypti.

## Распространение
Встречается только в Шри-Ланке и Индии, отмечен в штатах Ассам, Западная Бенгалия, Бихар, Мегхалая и Уттар-Прадеш, Керала а также в Западных Гатах и Накобарских островах.